# Thüle (Adelsgeschlecht)
Die Herren von Thüle waren ein Ministerialengeschlecht, das zwischen Delbrück und Salzkotten begütert war und deren Sitz Haus Thüle in der Ortschaft Thüle war.

## Geschichte
- 1283 tritt ein Nikolaus de tule als erster bekannter Vertreter der Familie als Zeuge auf.
- 1324–1342 ist Konrad von Thüle als Delbrücker Pfarrer bezeugt.
- 1326 werden die Brüder Gottschalk und Nikolaus von Thüle mit einigen Leibeigenen in Bentfeld belehnt.
- 1338 handelt Gottschalk von Thüle für die Söhne seines Bruders.
- 1351 schenken Johann von Thüle und seine Frau Beatrix der St. Johanneskirche in Salzkotten 3 Hufen.
- 1355 Der Knappe Gottschalk von Thüle und seine Frau Gisela von Krevet erhalten Güter von Johannes von Krevet.
- 1368 kommt es zur Erbteilung zwischen den Brüdern Johann und Klaus von Thüle und ihrem Vetter Konrad von Thüle.
- 1374 ein Johann von Thüle wird als Kaplan in Delbrück erwähnt.
- 1393 und 1410 ein Johann von Thüle wird erwähnt.
- 1437 verkaufen Johann und Peter von Thüle ihre Güter im Kirchspiel Thüle, zu dem auch Scharmede und Ostthüle gehörten, an Bernd von Hörde zu Boke.
- 1508 wird erwähnt, dass Johann und Klaus von Thüle einen Hof in Ostthüle an das Abdinghofkloster in Paderborn verkauft hatten, ohne zu berücksichtigen, dass dieser Hof ein Rietberger Lehen war.

Über das weitere Schicksal der Familie kann nichts gesagt werden.

## Wappen
Das Wappen zeigt drei Schilfkolben, von denen zwei gefiedert als Helmzier wiederkehren. Da das Wappen nur durch Siegel belegt ist, ist die Färbung unbekannt.

## Güter
| Ort       | Art des Besitzes | Jahr der Erwähnung | Lehnsherr            | Verkäufer         | Nächste Besitzer         |
| --------- | ---------------- | ------------------ | -------------------- | ----------------- | ------------------------ |
| Thüle     | Haus Thüle       | 1410               | Edelherren zur Lippe | /                 | Herren von Hörde zu Boke |
| Thüle     | 1 Kötterstelle   | 1331               | Herren von Verne     | /                 | Herren von Oeynhausen    |
| Thüle     | Zaderhof         | 1419               | /                    | /                 | /                        |
| Thüle     | Kerssengarden    | 1419               | /                    | /                 | /                        |
| Bentfeld  | Höfe             | 1326, 1338         | Grafen von Rietberg  | /                 | /                        |
| Ostthüle  | 2 Kötterstellen  | 1331               | Herren von Verne     | /                 | /                        |
| Ostthüle  | Sudernhof        | 1508               | Grafen von Rietberg  | /                 | Abdinghofkloster         |
| Ostthüle  | Kresseteich      | 1508               | Grafen von Rietberg  | /                 | Abdinghofkloster         |
| Boke      | 1 Hof            | 1355               | /                    | Johann von Krevet | /                        |
| Scharmede | Güter            | 1355               | /                    | Johann von Krevet | /                        |

Da Haus Thüle später immer zusammen mit dem Richterhof zu Thüle und der Mühle auf der Thulerbeke verlehnt wird, wird vermutet, dass diese Güter auch zum Besitz der Herren von Thüle gehörten.